# Habia fuscicauda
A Habia fuscicauda  a madarak osztályának verébalakúak (Passeriformes) rendjébe és a  kardinálispintyfélék (Cardinalidae) családjába tartozó faj.

## Rendszerezése
A fajt Jean Cabanis német ornitológus írta le 1861-ben, a Phoenicothraupis nembe Phoenicothraupis fuscicauda néven.

## Alfajai
- Habia fuscicauda discolor (Ridgway, 1901)
- Habia fuscicauda erythrolaema (P. L. Sclater, 1862)
- Habia fuscicauda fuscicauda (Cabanis, 1861)
- Habia fuscicauda insularis (Salvin, 1888)
- Habia fuscicauda salvini (von Berlepsch, 1883)
- Habia fuscicauda willisi Parkes, 1969[2]

## Előfordulása
Mexikó, Belize, Costa Rica, Guatemala, Honduras, Nicaragua, Panama, Salvador és Kolumbia területén honos. 
Természetes élőhelyei a szubtrópusi vagy trópusi síkvidéki esőerdők, mocsári erdők és cserjések, valamint másodlagos erdők. Állandó, nem vonuló faj.

## Megjelenése
Testhossza 20 centiméter.
|  |  |

## Életmódja
Ízeltlábúakkal táplálkozik.

## Természetvédelmi helyzete
Az elterjedési területe nagyon nagy, egyedszáma pedig stabil. A Természetvédelmi Világszövetség Vörös listáján nem fenyegetett fajként szerepel.